# Camilla C. Pers
Camilla C. Pers (født 21. juli 1879, død 8. august 1964) var en dansk forfatterinde. Hun udgav bl.a. dramaer og ungdomsbøger.
Pers' ungdomsbøger var i Metterne-serien og omfatter "Metternes Rejser" (1945), "Metterne og Ulla: Flugten fra Spanien" (1947) og "Metterne og Otto" (1949).
"Mandagmorgen" er fra 1927 og udgivet af forlaget Woel.
"Figentræet" med skuespillerinde Else Albeck blev udsendt i radioen den 27. november 1946. Andre udgivelser er Pandora. Spanske Portrætter (1937), Jumbo (1944).[kilde mangler]
Pers var født Bramsen og gift med læge dr.med. Alfred Pers (født 1865, død 1928). Hun slog sig efter ægtefællens død ned på Mallorca, hvor en gade i byen Pollensa er opkaldt efter hende.[kilde mangler]